# Grabovo, Ražanj
Grabovo (izvirno srbsko Грабово) je naselje v Srbiji, ki upravno spada pod Občino Ražanj; slednja pa je del Niškega upravnega okraja.

## Demografija
V naselju živi 160 polnoletnih prebivalcev, pri čemer je njihova povprečna starost 49,7 let (51,0 pri moških in 48,7 pri ženskah). Naselje ima 66 gospodinjstev, pri čemer je povprečno število članov na gospodinjstvo 2,92.
To naselje je, glede na rezultate popisa iz leta 2002, večinoma srbsko, a v času zadnjih treh popisov je opazno zmanjšanje števila prebivalcev.
|  |

| Demografija | Demografija     | Demografija     |
| Leto        | Št. prebivalcev | Št. prebivalcev |
| ----------- | --------------- | --------------- |
|             |                 |                 |
|             |                 |                 |
|             |                 |                 |
|             |                 |                 |
| 1948        | 438             |                 |
| 1953        | 454             |                 |
| 1961        | 415             |                 |
| 1971        | 345             |                 |
| 1981        | 314             |                 |
| 1991        | 260             | 241             |
| 2002        | 212             | 193             |
|             |                 |                 |

| Etnična sestava po popisu iz leta 2002 | Etnična sestava po popisu iz leta 2002 | Etnična sestava po popisu iz leta 2002 | Etnična sestava po popisu iz leta 2002 | Etnična sestava po popisu iz leta 2002 |
| -------------------------------------- | -------------------------------------- | -------------------------------------- | -------------------------------------- | -------------------------------------- |
| Srbi                                   | Srbi                                   |                                        | 192                                    | 99,48%                                 |
| Makedonci                              | Makedonci                              |                                        | 1                                      | 0,51%                                  |
| Neznano                                | Neznano                                |                                        | 0                                      | 0,0%                                   |